# إبراهيم سبعاوي إبراهيم
إبراهيم سبعاوي إبراهيم (25 أكتوبر 1983، بغداد - 20 مايو 2015، بيجي) كان ابن أخ غير شقيق لصدام حسين ومقاتلًا في صفوف تنظيم الدولة الإسلامية (داعش).
كان والد إبراهيم هو سبعاوي إبراهيم التكريتي، الأخ غير الشقيق لصدام، والذي يُعرف برقم ستة ديناري ♦ في قائمة أكثر المطلوبين لدى الجيش الأميركي نظرًا لدوره في جهاز الاستخبارات العراقي السري.

## اعتقاله
تم القبض على إبراهيم مع والده سبعاوي إبراهيم وشقيقه أيمن سبعاوي إبراهيم على يد القوات العراقية وقوات التحالف بالقرب من مسقط رأس صدام في تكريت في فبراير 2005. وفي العام التالي، تمكن إبراهيم من الهروب من سجن بالقرب من مدينة الموصل بينما كان يقضي عقوبته بتهم تتعلق بحيازة أسلحة غير قانونية وتصنيع أجهزة متفجرة استخدمت في هجمات إرهابية. توفي والده في مستشفى ببغداد عام 2013 بمرض السرطان.

## وفاته
أفادت وسائل إعلام عراقية، استنادًا إلى معلومات من حزب البعث وأنصار تنظيم الدولة الإسلامية، بأن إبراهيم قُتل في معركة بين القوات العسكرية العراقية وميليشيات شيعية مدعومة من إيران بالقرب من مصفاة بيجي في 20 مايو 2015.

## أنظر أيضا
- وطبان إبراهيم التكريتي
- برزان إبراهيم التكريتي

## وصلات خارجية
- مصدر من «الدولة» يروي قصة انتماء «سبعاوي» للتنظيم ثم مقتله بقصف التحالف
- ISIS says Saddam’s nephew dies battling for Baiji